# 霍克里克鎮區 (伊利諾伊州諾克斯縣)
霍克里克鎮區（英語：Haw Creek Township）是位於美國伊利諾伊州諾克斯縣的一個行政鎮區。

## 地方資料
根據2010年美國人口普查的數據，霍克里克鎮區的面積為92.60平方千米，當中陸地面積為92.60平方千米，而水域面積為0.00平方千米。當地共有人口440人，而人口密度為每平方千米4.75人。